# Реактивна протитанкова граната

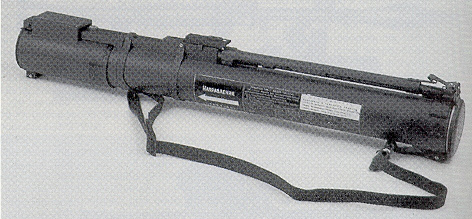
Реактивна протитанкова граната РПГ-22

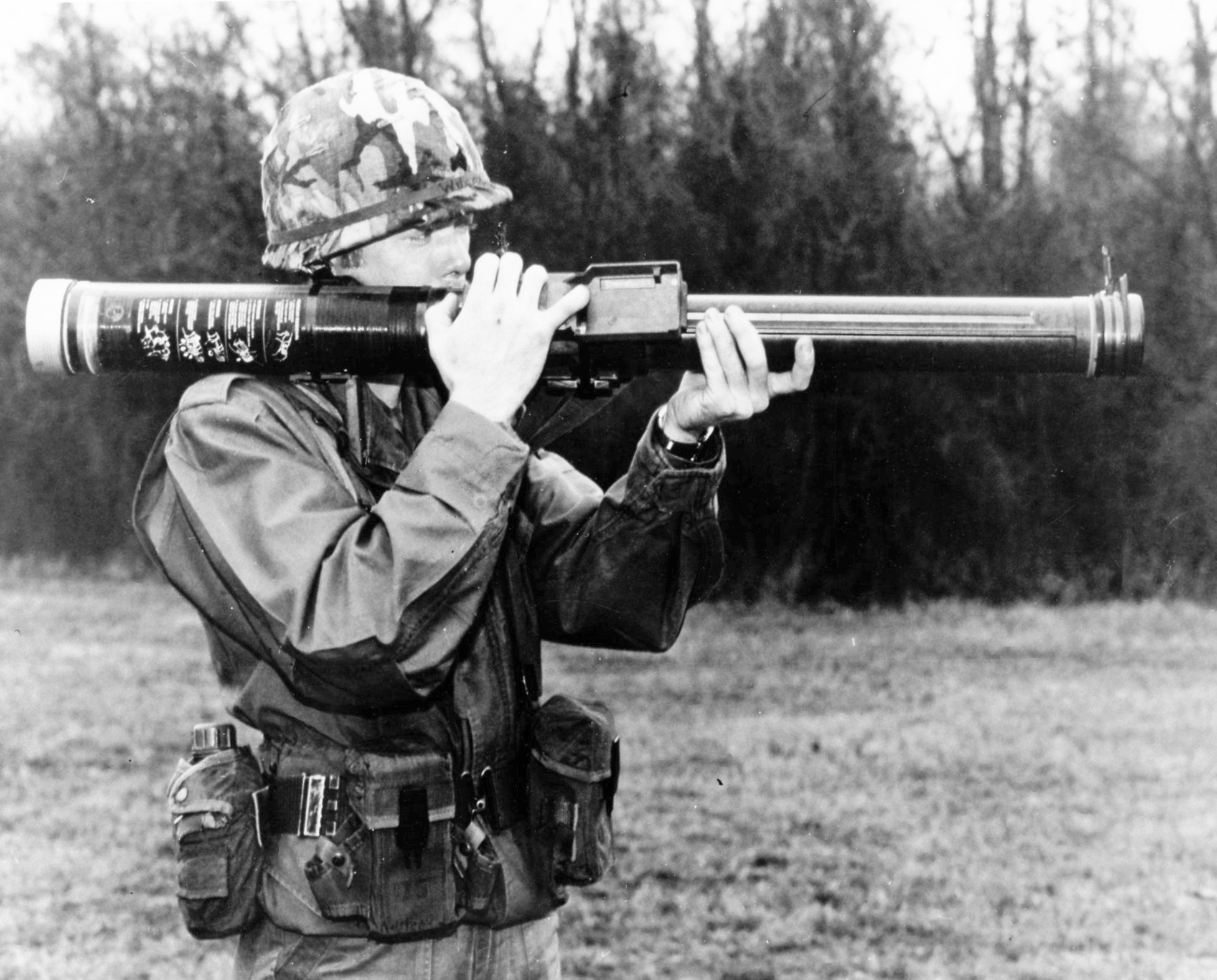
Стрільба реактивною протитанковою гранатою FGR-17 Viper

Реакти́вна протита́нкова грана́та (РПГ) — індивідуальна вогнепальна протитанкова зброя одноразового використання, різновид реактивної гранати, що призначена для ураження броньованої техніки, фортифікаційних споруд або живої сили противника за допомогою пострілу гранатометною гранатою. Поширеною помилкою є вживання терміна «ручний протитанковий гранатомет», але він на відміну від реактивної гранати є зброєю багаторазового застосування.
Концепція, закладена в конструкцію реактивних гранат, і тактика їхнього застосування передбачали простоту пристрою, швидкість у застосуванні, високу маневреність у бою, одноразовість використання і високу бронепробивність. У Радянській армії першою з прийнятих на озброєння РПГ у 1972 році була реактивна протитанкова граната РПГ-18 «Муха».

## Конструкція
Конструктивно реактивна протитанкова граната становить кумулятивну чи термобаричну або іншого типу протитанкову гранатометну гранату в металевій трубі одноразового використання, що оснащується пороховим прискорювачем, який одночасно є пусковим пристроєм.
Наприклад, пусковий пристрій гранати РПГ-18 «Мухи» складається з двох труб — внутрішньої, алюмінієвої, й зовнішньої, виконаної з просоченого скловолокна. На зовнішній трубі розташовані прицільні пристосування, ударно-спусковий механізм, механізм блокування, вогнепровідна трубка, ремінь для перенесення і пам'ятка щодо заходів безпеки та порядку стрільби. З обох торців ПУ закрито кришками, при цьому задня кришка зачекована металевою шпилькою.

## Порядок застосування
Для підготовки гранати до стрільби необхідно відкрити задню кришку й розсунути трубу на всю довжину. При цьому передня кришка відкинеться сама, а прицільні пристосування під дією пружин займуть вертикальне положення. Прицілювання гранати здійснюється поєднанням діоптрійного отвору цілини й відповідної марки на склі мушки. Чотири прицільні марки мають поділи, відповідні 50, 100, 150 і 200 м до цілі.
Один з діоптрійних отворів цілика призначений для стрільби в температурних режимах від 0° до + 50°C, другий — від 0° до −50°C. Для стрільби в цих умовах кожний з отворів перекривається поворотною шторкою. Запобіжна стійка цілика є важелем зведення ударно-спускового механізму. Для зведення УСМ необхідно опустити запобіжну планку вниз і відпустити. Простим натисненням на клавішу спускового важеля шептала виконується постріл. При цьому шептало звільняє спицю, яка під дією бойової пружини переміщається вперед і жалом бійка завдає удару по капсулю-запальнику, форс полум'я переміщується по вогнепровідній трубці й запалює шашку реактивного двигуна гранати.

## Принцип дії
При зустрічі з перешкодою головна частина підривача виробляє електричний імпульс, який по тоководу передається на донну частину детонатора й ініціює детонатор, а той, у свою чергу — основний заряд. Внаслідок цього утворюється кумулятивний струмінь, який за рахунок своєї великої температури й високого тиску руйнує броню, вражає живу силу, запалює пальне і боєзапас.

## Відео
- Реактивная противотанковая граната РПГ-18 «Муха» [Архівовано 18 листопада 2015 у Wayback Machine.] (рос.)
- Реактивная противотанковая граната РПГ-22 «Нетто» (рос.)
- Реактивная противотанковая граната РПГ-28 «Клюква» [Архівовано 23 листопада 2015 у Wayback Machine.] (рос.)
- РУЧНЫЕ ПРОТИВОТАНКОВЫЕ ГРАНАТОМЕТЫ И РЕАКТИВНЫЕ ПРОТИВОТАНКОВЫЕ ГРАНАТЫ (РПГ) [Архівовано 22 серпня 2013 у Wayback Machine.] (рос.)